# 基本组织 (植物)
1. 髓部
2. 原生木質部
3. 木質部
4. 韧皮部
5. 厚角组织 (韧皮纤维（英语：bast fibre）)
6. 皮层
7. 表皮

亚麻的茎横截面:

基本組織(英文: ground tissue) 是植物體內的三种組織之一，另二者為表皮組織及維管組織。该概念于1875年由普鲁士植物学家尤利乌斯·冯·萨克斯提出。
基本組織可指非表皮或维管组织的所有组织，位于表皮细胞内部，构成是植物体主要部分的组织。
基本组织可根据细胞壁特征进一步分为三种主要亚型：。
1. 薄壁组织细胞的初生细胞壁较薄，在发育成熟后仍是活细胞。该类型构成植物柔软部位的“填充”组织，通常存在于初生茎和根的皮层、周鞘、髓部以及髓射线中。
一些水生植物还有一种特化的基本组织——通气组织，可视为一种具有大型气腔的薄壁组织，这些气腔由不规则细胞围绕，并形成称为“横条”（trabeculae）的柱状结构。
2. 厚角组织细胞的初生细胞壁一般也较薄，但区域出现次生加厚。厚角组织主要为植物的新生部位提供额外的力学和结构支持。
3. 厚壁组织细胞具有加厚并木质化的次生细胞壁，在成熟时常常死亡。厚壁组织是植物的主要结构支持组织。